# Stephanie Savage
Stephanie Savage (1969) è una sceneggiatrice e produttrice televisiva canadese.
La Savage è meglio conosciuta per aver creato serie teen drama per la The CW, Gossip Girl tratto dall'omonimo romanzo, e per aver partecipato alla produzione della serie della Fox The O.C. Nel 2010 la Savage e il suo partner creativo Josh Schwartz hanno creato la Fake Empire Production, una compagnia di produzione per le loro serie TV, film e musica.

## Filmografia parziale

### Produttrice
- Un amore senza fine (Endless Love), regia di Shana Feste (2014)